# Ménie Muriel Dowie
Ménie Muriel Dowie (Liverpool, 15 de julho de 1867 – Tucson, 25 de março de 1945) foi uma escritora, poeta, jornalista e ensaísta britânica. Estourou no cenário literário britânico na década de 1890 com seu primeiro livro, A Girl in the Karpathians (1891), que descreve sua própria jornada solitária pelo Leste Europeu.
Escreveu nos mais variados estilos, tornando-se também colunista e editora, abusando do tom irônico e sarcástico em seus escritos.

## Biografia
Ménie nasceu em Liverpool, em 1867. Era filha de Annie Dowie e James Muir Dowie, um comerciante. O avô materno de Ménie foi o geólogo, escritor e editor escocês Robert Chambers. Estudou em sua cidade natal, em Stuttgart e na França, passou por parte de sua juventude viajando. Sua viagem mais conhecida, feita no verão de 1890, pelos Cárpatos, foi feita sozinha e a cavalo. Seu diário de viagem tornaria-se o livro A Girl in the Karpathians, publicado no ano seguinte.
Por um tempo, chegou a morar com Alice Werner e com Lillias Campbell Davidson, norte-americana e fundadora da Lady Cyclists' Association britânica.
Em 1891, Ménie se casou com jornalista e escritor de guias de viagem, Sir Henry Norman e nos anos seguintes ela viajaria bastante em sua companhia. O filho do casal, Nigel Norman, nasceu em 1897.

## Carreira
Seu primeiro de ficção, Gallia, foi publicado em 1895 e causou controvérsia pelas cenas de relações sexuais, o que a marcou como uma autora da leva do ideal da Nova Mulher. Ainda que não conseguisse escrever e publicar com frequência, em 1898 ela publicou The Crook of the Bough, uma história satírica que fala das atitudes modernas de uma mulher turca e Love and His Mask, de 1901, que se passa durante a Segunda Guerra dos Bôeres.

## Divórcio
Sua carreira jornalística e literária acabou com um escândalo em 1901. Ménie e o marido viajavam constantemente, mas quando ela tinha 34 anos e o filho apenas quatro anos de idade, seu marido entrou com um pedido de divórcio, alegando adultério dela com um amigo do casal, o milionário e montanhista Edward Arthur Fitzgerald.
O ex-marido conseguiu a guarda do filho e Ménie foi proibida de vê-lo ou conversar com ele até a idade adulta, ainda que o tenha visto de longe, praticando esportes, quando era pequeno. Ménie se casou com Fitzgerald e depois se retirou da vida literária. O casal não teve filhos, mas passaram anos viajando pelo mundo.

## Morte
Ménie não escreveu mais após o divórcio, mas tornou-se fazendeira e uma de sucesso. Ela se separou de Fitzgerald em 1928 e ele morreu em 1931. Ela emigrou para os Estados Unidos em 1941, possivelmente por conta da saúde, já que sofria de asma, e acreditando que o Reino Unido perderia a Segunda Guerra Mundial, e foi morar no Arizona.
Seu filho Nigel foi nomeado Sir Henry Nigel St Valery Norman, 2.º Baronete, comodoro do ar da reserva da Força Aérea Real. Casou-se e teve três filhos, mas ele morreu em um acidente aéreo, a caminho do norte da África, aos 45 anos, em 19 de maio de 1943. Um de seus filhos, neto de Ménie, é Sir Torquil Norman, filantropo e empresário britânico.
Ménie morreu em Tucson, em 25 de março de 1945, aos 77 anos.